# Alexis Blin
Alexis Blin (Le Mans, 16 september 1996) is een Frans voetballer die doorgaans als defensieve middenvelder
speelt. Hij stroomde in 2015 door vanuit de jeugd van Toulouse.

## Clubcarrière
Blin werd geboren in Le Mans en verruilde in 2013 de club uit zijn geboortestad voor Toulouse. Op 25 januari 2015 debuteerde hij in de Ligue 1 in het uitduel tegen Évian Thonon Gaillard. Hij mocht in de basiself starten en werd vijf minuten voor affluiten vervangen. Évian won het duel met 1–0 na een treffer van Adrien Thomasson. Zes dagen later mocht de Franse jeugdinternational opnieuw in de basiself beginnen in het thuisduel tegen SC Bastia. Hij speelde de volledige wedstrijd, die op een 1–1 gelijkspel eindigde. In zijn debuutseizoen kwam Blin tot een totaal van zes competitieduels.

## Interlandcarrière
Blin speelde in 2013 vier interlands voor Frankrijk –17. In 2014 debuteerde hij voor Frankrijk –19, waarmee hij in 2015 deelneemt aan het Europees kampioenschap voor spelers onder 19 jaar. In de eerste wedstrijd van de groepsfase maakte Blin het enige doelpunt tegen Oostenrijk –19.